# Zautomatyzowany wóz dowodzenia ZWD-3
Zautomatyzowany wóz dowodzenia ZWD-3 – wóz dowodzenia zbudowany na podwoziu samochodu Honker. Wraz z wozami ZWD-1 i ZWD-2 tworzy system IRYS 2000. Wprowadzony do służby w roku 2001. Wóz dowodzenia ZWD-3 przeznaczony jest dla batalionów jednostek lekkich.

## Historia i opis
Prototyp skonstruowany został w 1998 roku w Wojskowych Zakładach Łączności nr 2 w Czernicy we współpracy z Zarządem Łączności SG i WAT. Tam też wykonywana była zabudowa pojazdów. Do 2000 roku zbudowano ich około 30.
Wozy dowodzenie ZWD-3 wykonywane były w dwóch różniących się wyposażeniem wersjach kompletacyjnych:
- Zautomatyzowany Wóz Dowodzenia w wersji kompletacyjnej 1 ZWD-3 SO-1-1 – łącznie do służby wprowadzono 39 szt.

- Zautomatyzowany Wóz Dowodzenia w wersji kompletacyjnej 2 ZWD-3 SO-1-1 – łącznie do służby wprowadzono 2 szt.

W założeniu pojazd przeznaczony jest dla dowódców i szefów sztabu batalionów jednostek lekkich (np. górskich i aeromobilnych. Podstawowym środkiem łączności zainstalowanym w pojazdach są dwie radiostacje UKF RRC-9500 z rodziny PR4G mocy 50 W. Dysponują dwoma stanowiskami roboczymi. Pojazdy nie posiadają agregatu prądotwórczego, a cała aparatura obsługiwana jest z akumulatorów samochodu. W razie potrzeby doładowywane są one za pomocą niezależnej prądnicy napędzanej przez silnik pojazdu. Pojazdy ZWD-3 przystosowane są do współpracy z pojazdami Łowcza i Topaz.